# 松任谷由実 CONCERT TOUR 宇宙図書館 2016-2017
『松任谷由実 CONCERT TOUR 宇宙図書館 2016-2017』（まつとうやゆみ コンサート ツアー うちゅうとしょかん 2016-2017）は、松任谷由実（ユーミン）の13作目のライブビデオ。2018年4月11日にユニバーサル ミュージックよりリリースされた（DVD：UPBH-20207、Blu-ray Disc：UPXH-20064）。

## 解説
- 2016年11月18日から2017年9月22日まで全国80公演が行われた『松任谷由実 CONCERT TOUR 宇宙図書館 2016-2017』の東京国際フォーラム ホールAでの最終公演（2017年9月21・22日）の模様を収録。45周年記念ベストアルバム『ユーミンからの、恋のうた。』と同時にリリースされた[2]。
- オリジナル・アルバム「宇宙図書館」との連動ツアーで、同アルバムから「Sillage〜シアージュ」「私の心の中の地図」「君(と僕)のBIRTHDAY」以外の曲が演奏された。

## 収録曲
1. 宇宙図書館
2. あなたに会う旅
3. 影になって
4. AVALON
5. BABYLON
6. 夢の中で～We are not alone forever
7. ひこうき雲
8. Midnight Scarecrow
9. リフレインが叫んでる
10. 月までひとっ飛び
11. ルージュの伝言
12. 何もきかないで
13. Smile for me
14. 残火
15. 満月のフォーチュン
16. 破れた恋の繕（なお）し方教えます
17. 真夏の夜の夢
18. ダンスのように抱き寄せたい
19. 気づかず過ぎた初恋
配信シングルでリリースされたアレンジでの演奏
20. GREY

-ENCORE-
1. 星になったふたり
2. メドレー（DANG DANG～14番目の月～守ってあげたい～埠頭を渡る風～真珠のピアス～オールマイティー～春よ、来い～カンナ8号線～DESTINY）[注釈 1]
3. 青いエアメイル
4. 卒業写真

-SPECIAL CONTENTS-
- 宇宙図書館ツアー ドキュメンタリー映像

## 参加ミュージシャン
- ドラム：加藤久幸
- ベース：須長和広
- ギター：遠山哲朗
- キーボード：武部聡志
- コーラス：松岡奈緒美、須藤美恵子、今井マサキ
- サキソフォン：伊勢賢治